# Ільєва Тетяна Григорівна
Ільєва Тетяна Григорівна (15 січня 1977, Могилів-Подільський, Вінницька область) — українська суддя у Печерському районному суді Києва.

## Життєпис
Народилася 15 січня 1977 року в місті Могилів-Подільський Вінницької області.
Закінчила Національну академію МВС України та Одеську юридичну академію. У серпні 2014 захистила дисертацію на тему «Функція судового контролю у кримінальному процесі».
З 22 грудня 2009 — суддя у Печерському районному суді Києва. Через конфлікт з міністрами з «Народного фронту» у 2015—2019 була відсторонена від посади судді, поновлена на посаді указом президента Порошенка.
У жовтні 2010 року Ільєвою під варту було поміщено колишнього главу Держмитслужби Анатолій Макаренко, що проходив у справі про повернення 11 млрд м3 газу компанії RosUkrEnergo. Ільєва посилила статтю звинувачення до зловживання службовим становищем замість халатності.
У квітні 2014 року Ільєва знизила розмір застави з 1,5 млрд грн до 10 млн для екс-глави Нафтогазу Євгена Бакуліна. У червні 2014 інша суддя Печерського суду Світлана Волкова зобов'язала слідство повернути Бакуліну паспорти. Ільєва у свою чергу на задовольнила клопотання слідчого про покладання на Бакуліна додаткових зобов'язань, а сам Бакулін врешті втік із України.
16 січня 2018 року ВРП внесла подання президенту щодо повторного призначення Тетяни суддею Печерського суду. У квітні й листопаді 2017 ВСП відкладав розгляд цього питання. В грудні 2018 року президент Порошенко підписав указ щодо її призначення.
В травні 2019 року Ільєва була серед 13 суддів, яких Вища кваліфікаційна комісія суддів України визнала такими, що відповідають займаним посадам.
2020-го року Ільєва визначала термін арешту для Владислава Мангера в рамках справи про вбивство Катерини Гандзюк.

## Сім'я
- Соломченко Олег Володимирович (чоловік) — з вересня 2012 року по липень 2014 року був адвокатом, раніше — слідчим Подільського ГУМВС у Києві[6].
- Цмок Ангеліна Германівна (донька)
- Маковій Віталій Григорович (двоюрідний брат) — з 2011 року - адвокат.
- Бондарчук Дмитру Миколайович (племінник) — з 2017 року адвокат[7].